# IL21R
白介素-21受体（英語：Interleukin-21 receptor，缩写IL21R）也称为分化簇360（CD360，cluster of differentiation 360）是一种细胞表面蛋白质，由人类基因 IL21R 编码，能与白细胞介素-21（IL-21）结合。